# 김태강
김태강(金泰江 1990년 6월 19일 ~ )은 KBO 리그 NC 다이노스의 외야수이다.

## 출신학교
- 대천초등학교
- 공주중학교
- 공주고등학교
- 호원대학교